# Calliphora vomitoria
Calliphora vomitoria là một loài nhặng được tìm thấy ở phần lớn các khu vực trên thế giới và là loài điển hình của chi Calliphora.

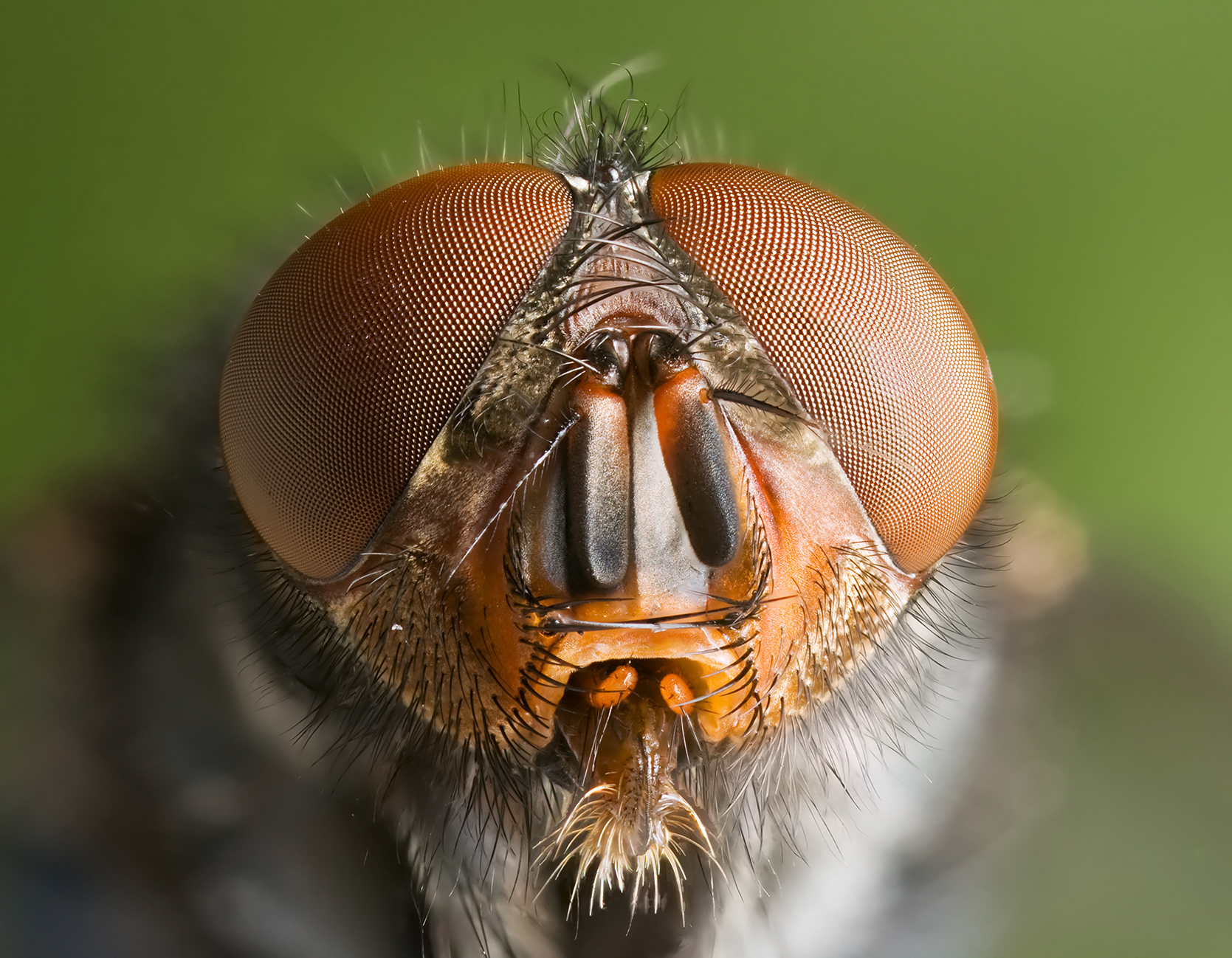
Hình minh họa

Loài này dài 10–14 milimét (0,4–0,6 in), lớn hơn loài ruồi nhà.

## Hình ảnh

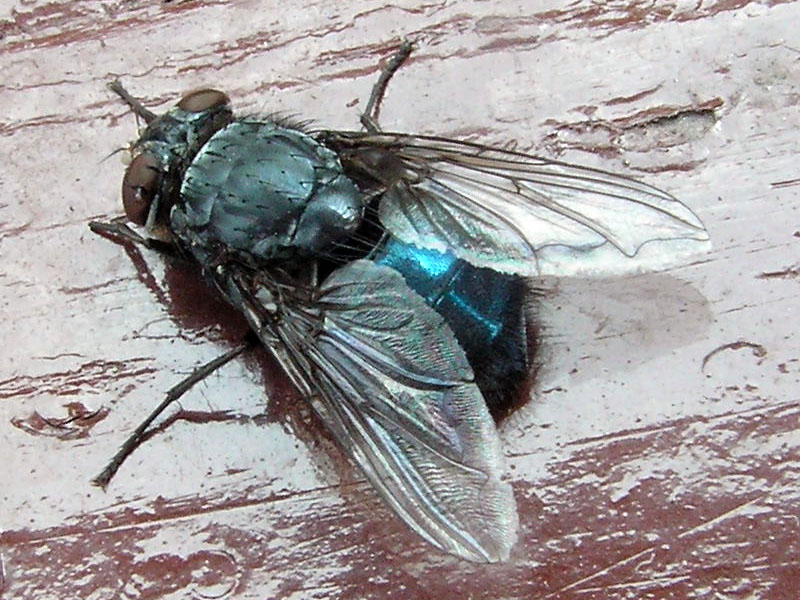